# 吳教傳
吳教傳（？—？），字汝範，山東東昌府朝城縣人，軍籍，明朝政治人物。

## 生平
山東鄉試第五十三名舉人。嘉靖三十八年（1559年）中式己未科三甲第一百六十名進士。

## 家族
曾祖吳元；祖父吳龍；父吳來聘，母張氏。